# フォルクスワーゲン・ID.R
フォルクスワーゲン・ID.Rは、フォルクスワーゲンがタイムアタック用に開発した、プロトタイプ型のEV（電気自動車）レーシングカー。

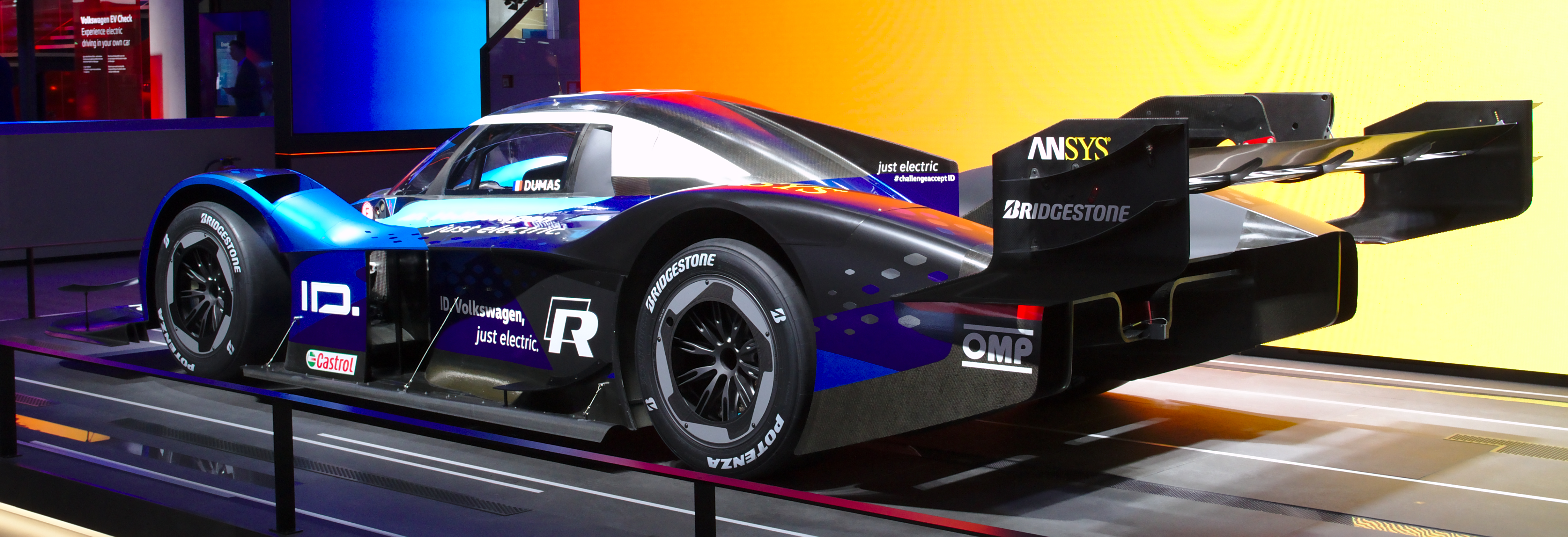
ID.R (リア)

名称は最初は「I.D.R」であったが、2019年以降「ID.R」へと改められている。

## 概要
2015年に起きた『ディーゼルゲート』によりパワートレイン戦略に大きな方向転換を迫られたフォルクスワーゲン・グループは、大きな成功を収め続けていたWRCとWECから撤退。そして2020年から電気自動車ブランドの「I.D.」（当時。後に「ID.」へと変更）を展開していくことを決定し、同車はそのイメージリーダーとして市販車に先駆けて開発された。テクニカルディレクターはフォルクスワーゲン・ポロ R WRCで一時代を築いた、フランソワ＝グザビエ・ドゥメゾンが担当。
2基のモーターで最大出力680PS（500kW）/最大トルク66.3kgmを発揮。カーボンファイバー製シャシーと4WDとの組み合わせにより、0-100km加速を2.25秒で実行する。また回生ブレーキも備えており、パイクスピーク・ヒルクライムの19.99km（12.42マイル）に費やす全エネルギーのうち20%を回生エネルギーで賄う。リチウムイオンバッテリーも2つ備えられており、前後の車軸でそれぞれ使い分ける。安全基準はWECのLMP1とフォーミュラEのそれに準拠している。F1でも使用されているDRSを備えており、ストレートでリアウィングのフラップを開いて空気抵抗を低減させることができる。
グッドウッド・フェスティバル・オブ・スピードではバッテリーを小型化し、DRSをも取っ払って1,000kg未満にまで軽量化した、特別仕様を持ち込んだ。またタイヤは20年前に記録を更新したF1マシンと同じブリヂストンで、特注を用意してもらっている。

## 戦歴
2017年10月から、翌年のパイクスピーク参戦に向けた開発がスタートしたため、250日以内の開発が絶対条件とされた。そこでフォルクスワーゲンの技術陣は最先端のシミュレーション技術を駆使し、開発を間に合わせた。実車の初披露は2018年4月22日のフランスで、同年のパイクスピーク・ヒルクライムに当時39歳だったロマン・デュマのドライブで参戦することを公表。同イベントにフォルクスワーゲンがワークス参戦するのは、1987年以来31年ぶりである。本番での記録は7分57秒で、史上初めて7分台に達したマシンとなり、EV記録としては2015年リース・ミレンの9分7秒、全体記録としても2013年にセバスチャン・ローブがプジョー・208で記録した8分13秒を大きく更新した。
ニュルブルクリンク北コース（ノルトシュライフェ）にも専用のチューンを施してタイムアタックし、6分6秒をマーク。従来のEV最速記録であった中国のNextEVの6分45秒、市販車最速のランボルギーニ・アヴェンタドールSVの6分44秒を40秒近くも上回ったが、ポルシェ・919 HYBRID Evoの記録した5分19秒を破ることは叶わなかった。
2019年のグッドウッド・フェスティバル・オブ・スピードでは、ロマン・デュマのドライブで史上初の30秒台（39.4秒）を叩き出し、20年ぶりにニック・ハイドフェルドの持つ最速タイム記録を更新した。ただしこの記録は2022年に英国の教授と学生たちによって開発された超小型EV『スピアリング』によってブレイクされている
同年は中国・天門山でもタイムアタックを敢行したが、こちらは同じコースでの記録保持者がいなかったため、7分38秒がベンチマークとして記録されることとなった。
2020年にはトップギアの企画で、ブガッティ・シロンをも破ったことのあるマクラーレン・720Sとドラッグレースを行い、これに大差で勝利した。
第二世代となる「ID.R Evo」を開発していることもあきらかにしていたものの、同年12月にフォルクスワーゲンがモータースポーツそのものから撤退することを決定したため、お蔵入りとなったと見られている。

## 戦績
| Year | Venue/Event                                      | Driver                 | Time     |
| ---- | ------------------------------------------------ | ---------------------- | -------- |
| 2018 | パイクスピーク・インターナショナル・ヒルクライム | ロマン・デュマ         | 7:57.148 |
| 2019 | ニュルブルクリンク北コース                       | ロマン・デュマ         | 6:05.336 |
| 2019 | グッドウッド・フェスティバル・オブ・スピード     | ロマン・デュマ         | 39.90    |
| 2019 | 天門山ビッグゲートロード                         | ロマン・デュマ         | 7:38.585 |
| 2020 | ビルスター・ベルク                               | ディーター・デッピング | 1:24.206 |